# محمد علي رمضاني دستك
محمد علي رمضاني دستك (1963 - 2020)، هو سياسي إيراني فاز في انتخابات الدورة الحادية عشرة لمجلس الشورى الإسلامي التي اقيمت يوم 21 فبراير 2020. وتوفي يوم 29 فبراير 2020 بسبب فيروس كورونا.